# Frêne à pétiole large
Fraxinus platypoda
Espèce
Classification phylogénétique
Le Frêne à pétiole large (Fraxinus platypoda Oliver) est une espèce de plantes à fleurs de la famille des Oleaceae. C'est un arbre originaire de l'est de la Chine et du Japon.

## Synonymes
- Fraxinus inopinata Ingelsheim
- Fraxinus spaethiana Ingelsheim

## Habitat
L'espèce préfère les sols profonds, frais et assez divisés. Toutefois, il aime les endroits ensoleillés.

## Description
C’est un arbre à feuillage caduc, poussant à une hauteur variant entre 25 et 30 m, avec un tronc droit dont le rhytidome lisse de couleur gris verdâtre, fonce et se fissure en vieillissant.
Les rameaux sont pubescents et glabres.
Les  fruits sont des samares oblongues de 3 à 6 cm de longueur.
Les feuilles opposées, et pennées de forme ovale à oblongue de 10 à 30 cm de long. D’aspect brillant elles sont  de couleur verte avec des nuances de vert jaunâtre au début de l’été et virent au vert sombre plus tard. Elles sont pourvues de 7 à 11 folioles sessiles ou subsessiles mesurant entre 6 et 14 cm de long sur 2 à 3,5 cm de large. Ces folioles sont légèrement dentées et pourvues d’un pétiole large de 5 à 6 cm de long.
Les panicules terminales feuillées à la base apparaissant avant les feuilles, portent de  petites fleurs campanulées sans corolle dont le calice ne dépasse pas 1,5 mmde long.

## Utilisation
La rusticité mais aussi la beauté de son feuillage font de celui-ci, un arbre pouvant être planté en sujet isolé dans les parcs. Il peut être aussi utilisé comme arbre d’alignement le long des routes.